# Severnsia
Severnsia is een geslacht van weekdieren uit de klasse van de Gastropoda (slakken).

## Soort
- Severnsia strombeulima Geiger, 2016